# Rasbora elegans
Rasbora elegans és una espècie de peix cipriniforme de la família dels ciprínids.

## Morfologia
Els mascles poden assolir els 20 cm de longitud total.

## Distribució geogràfica
Es troba a Malàisia, Singapur, Borneo i Sumatra.